# Parque del Muralismo Mexicano
El Parque del Muralismo Mexicano es un proyecto de desarrollo urbano y cultural ubicado en la colonia Narvarte de la Ciudad de México. Consiste en la creación de un espacio público de aproximadamente 5.5 hectáreas que integrará áreas verdes, senderos, espacios recreativos y culturales, y la preservación de murales históricos creados en la década de 1950. Este parque es un homenaje al movimiento del muralismo mexicano y busca conservar y exhibir los murales originales del antiguo Centro SCOP, un complejo arquitectónico que fue sede de la Secretaría de Comunicaciones y Obras Públicas (SCOP) desde 1954 hasta su daño irreversible tras los sismos de 1985 y 2017.

## Origen
El proyecto surge tras los daños estructurales ocasionados por el sismo de septiembre de 2017, que provocó la demolición de los edificios del Centro SCOP debido a riesgos de colapso. Ante la preocupación de vecinos y la comunidad cultural por la preservación de los murales, declarados Monumento Artístico en 2023, se impulsó la creación del parque para salvaguardar estas obras.

## Descripción
El proyecto incluye la recuperación y exhibición de 13 murales originales del Centro SCOP, realizados por artistas del muralismo mexicano como Juan O’Gorman, José Chávez Morado, Guillermo Monroy, José Gordillo, Arturo Estrada Hernández, Jorge Best Berganzo, Luis García Robledo y Rosendo Soto. Dentro del parque se construirán tres edificios: el Museo de Sitio Canto a la Patria, un edificio para albergar el Archivo de la Secretaría de Comunicaciones, que incluirá el mural Cuatro Siglos de Comunicaciones, y un edificio de oficinas administrativas con el mural Conquista y Libertad. Además, se planea la construcción de amplias áreas verdes, senderos peatonales y una pista para corredores, destinadas a fomentar el esparcimiento y la convivencia ciudadana.
El proyecto está siendo desarrollado por la empresa Ignitia con la supervisión del Instituto Nacional de Bellas Artes y Literatura, que garantiza el respeto a la narrativa histórica y la integridad artística de las piezas.
La primera fase del proyecto, que concluyó en abril de 2024, incluyó la demolición de los antiguos edificios del Centro SCOP y la salvaguarda de la obra mural. Actualmente, los paneles murales se encuentran en el predio, esperando ser restaurados y reubicados en el nuevo parque. La segunda fase contempla la conservación y restauración de los paneles murales, así como la construcción del parque y los tres nuevos edificios. El proyecto tiene un presupuesto estimado de 1,600 millones de pesos, el cual se espera cubrir a través de ampliaciones presupuestarias.
De aprobarse los presupuestos solicitados, se espera que el proyecto quede finalizado en 2025.